# 中国不高兴
《中国不高兴》是中国2009年出版的一本时政类畅销书，此書的全名是《中國不高興：大時代、大目標及我們的內憂外患》，主编是凤凰卫视的军事评论员宋晓军。内容主要是对以美国为首的西方国家提出严厉批评。书中强调西方民间与媒体对中国的敌意无法消除，中国应该摆脱西方的影响，去领导世界，并用军队来维护国家利益。英国《每日电讯报》评价，这是中国民族主义不断升温的标志。

## 主要内容
《中国不高兴》认为，2008年一系列事件表明，中国过去奉行的融入西方主导国际体制的做法有违中国国家利益，应该及时调整对西方——尤其是对美国——的战略和外交政策，利用自身国力，富国强兵，去做超级大国，去领导世界，建立国际社会的新秩序。《中国不高兴》同时认为，西方国家对中国的遏制是一致的，只不过是出面顺序不同，法国总统萨科齐就是整个西方策略的一个环节。
《中国不高兴》建议，中国对西方要“有条件的决裂”，不应一味地讨好、奉迎和所谓的“同西方接轨”，要摆脱西方国家的影响和束缚。《中国不高兴》甚至建议中国人民解放军应该在全球各地去捍卫中国的经济利益，并说中国派军舰去索马里海域护航（索马里护航）就是这种军力投射能力的展现。另外，该书也批评中国官员没有能够充分捍卫国家利益，过份执著邓小平当年说过的“韬光养晦，不当头”的战略，而忽视了邓小平说的“要有所作为”。

## 評價
美国时代周刊上的文章说，《中国不高兴》是继1996年《中国可以说不》以后又一部不满西方尤其是美国对中国影响的民族主义畅销书，也是《中国可以说不》一书在中国走上改革开放道路后首次激发了针对西方国家和政界人士因人权和西藏问题抵制北京奥运、“围堵中国”作法再次表达义愤之情。与《中国可以说不》的相对内敛明显不同的是，《中国不高兴》开始提倡主动出击。
根据美国纽约时报对作者之一的王小东的采访，同为本书作者的宋强认为“中国当今的民族主义显然是王小东帮助发起和塑造的那场运动的后裔”。

## 後續發展
《中國不高興》出版之後數年，中國網路傳出本書主編宋曉軍取得美國綠卡的消息。